# Шашечный листок
«Шашечный листок» — издание, посвященное шашечному спорту. Полное его название «Шашечный листок: Ежемесячный журнал, посвящённый игре в русские шашки» — выходил в Санкт-Петербурге в 1903 году, всего вышло 12 номеров. Шашечный листок давал хронику шашечной жизни России, обзоры дебютов, партии, шашечные композиции.
Инициаторами этого издания стали братья Шошины, известные российские шашисты: Василий Иванович Шошин  и Александр Иванович Шошин. Оба брата были теоретики и пропагандисты шашечной игры и неоднократные призёры в шашечных турнирах. Благодаря их усилиям журнал и выходил в свет.
Василий Иванович являлся его издателем. Одновременно, с 1900 по 1917 г., он вел шашечный отдел в приложении к журналу «Нива» («Литературные и популярно-научные приложения»). Именно этот шашечный журнальный раздел, который редактировал В. Шошин, по утверждению А.И. Куличихина в его книге «История развития русских шашек», оказался единственным, сыгравшим большую роль в развитии шашечного спорта.
Александр Иванович Шошин — известный шашечный игрок, на счету которого немало побед: ещё в 17-летнем возрасте, в 1895 году, он стал чемпионом Петербурга, а в 1901 году — чемпионом всероссийского чемпионата. Он и стал редактором нового шашечного издания.
В обращении к читателям говорилось: «Цель нашего издания - установить прочную и живую связь между любителями шашечной игры».
Однако издание просуществовало недолго. Поддерживать высокий профессиональный уровень его оказалось непросто - требовалась большая материальная поддержка, которой было недостаточно для дальнейшего выпуска. К тому же, в Петербурге, в отличие от второй столицы Москвы, по утверждению А.И. Куличихина, в начале XX века шашки не были очень популярны. Тем не менее, хотя издание выходило всего один год, в истории развития шашечного спорта в России оно не прошло бесследно.
Всего было помещено 48 партий с примечаниями, 73 этюда, 96 задач. Шашечный листок организовывал турниры по переписке. В журнале было опубликовано исследование Д. И. Саргина «О происхождении шашечной игры». В № 5-6 опубликовано «Особое прибавление» к Уставу игры в шашки о столбовых шашках.
В начале XX в. предпринимались попытки возродить шашечные издания, но в большинстве своем они были безуспешны или недолговечны, счастливым исключением оставался лишь шашечный отдел в приложении к журналу «Нива» под редакцией В.Шошина.